# Fernand Bouxom
Fernand Bouxom, né le 9 octobre 1909 à Wambrechies (Nord) et mort le 2 juillet 1991 à Argenteuil (Val-d'Oise), est un homme politique français.

## Biographie
Fils d'un employé de bureau du Nord et d'une repasseuse, Fernand Bouxom, juste après l'obtention du certificat d'études, entre dans la vie professionnelle comme coursier, puis employé de bureau.
Il s'engage d'abord dans le syndicalisme, au sein de la CFTC, et participe à la création en 1926 de la Jeunesse ouvrière chrétienne, dont il devient permanent en 1929.
En 1934, il est élu secrétaire général de la JOC. Se situant à l'aile gauche de la mouvance chrétienne sociale,  il participe à la fin des années 1930 à la création de la Ligue ouvrière chrétienne puis du Mouvement populaire des familles.
Mobilisé en 1939, puis rendu à la vie civile en juillet 1940, il participe à la résistance, essentiellement dans le cadre de Témoignage Chrétien.
A la Libération, il entre au comité de rédaction du quotidien L'Aube, et adhère au nouvellement créé Mouvement Républicain Populaire.
C'est sous cette étiquette qu'il est élu conseiller municipal d'Epinay-sur-Seine en 1945, avant de mener la liste de son parti dans la 5ème circonscription de la Seine, pour l'élection de la première assemblée constituante en octobre 1945. Il obtient 27,5 % des voix et est élu député.
De nouveau candidat en juin 1946, il subit la concurrence d'une liste de droite, absente l'année précédente, et voit son résultat légèrement baisser : avec 23,9 % des voix, il est cependant facilement réélu.
Devenu vice-président de l'Assemblée, il fait en août une intervention remarquée en faveur d'une politique nataliste soutenue par des prestations familiales de haut niveau.
Réélu en novembre, avec cette fois 22,6 % des voix, il conserve son mandat de vice-président de l'assemblée.
Député très actif, il apparaît vite comme un des spécialistes de la politique familiale et le porte parole du MRP sur ces questions. En mars 1951, il fait ainsi partie de la commission spéciale qui doit étudier l'ensemble de cette politique. Il défend alors l'instauration d'un « minimum vital familial ».
Fidèle au positionnement de son parti, il est assez farouchement anti-communiste, mais aussi opposé au gaullisme autoritaire du RPF. Il est aussi très engagé dans le Mouvement Européen.
De nouveau candidat en 1951, il subit cependant la concurrence gaulliste et n'obtient que 8,3 % des voix, ce qui est suffisant pour se faire réélire.
Reconduit à la vice-présidence de l'Assemblée, il est toujours très actif sur les questions familiales.
En 1956, son résultat électoral chute encore. Avec seulement 5,7 % des voix, il sauve son siège de justesse. Toujours actif sur ses dossiers de prédilection, mais plus en retrait sur les questions de politiques générales, c'est sans doute parce qu'il mesure toute la difficulté d'une réélection au scrutin majoritaire qu'il abandonne la vie politique à la fin de la Quatrième République.
Il est alors présenté par la CFTC au poste de directeur de la caisse d'assurance-chômage (ASSEDIC) Seine-Sud, poste qu'il occupe jusqu'à sa nomination comme directeur général de l'ASSEDIC de Paris, en 1973.

## Détail des fonctions et des mandats
Mandats parlementaires
- 21 octobre 1945 - 10 juin 1946 : Député de la Seine
- 2 juin 1946 - 27 novembre 1946 : Député de la Seine
- 10 novembre 1946 - 4 juillet 1951 : Député de la Seine
- 17 juin 1951 - 1er décembre 1955 : Député de la Seine
- 2 janvier 1956 - 8 décembre 1958 : Député de la Seine